# Comparettia variegata
Comparettia variegata är en orkidéart som först beskrevs av Célestin Alfred Cogniaux, och fick sitt nu gällande namn av Mark W. Chase och Norris Hagan Williams. Comparettia variegata ingår i släktet Comparettia, och familjen orkidéer.
Artens utbredningsområde är Colombia. Inga underarter finns listade i Catalogue of Life.